# Running Man (film)
Pour les articles homonymes, voir Running Man.
Pour plus de détails, voir Fiche technique et Distribution.
Running Man ou Le Jeu du défi au Québec (The Running Man) est un film d'action américain réalisé par Paul Michael Glaser et sorti en 1987.
Le film est librement inspiré du roman du même nom de Stephen King (écrit sous le nom de plume de Richard Bachman), publié en 1982.

## Synopsis
Dans un futur dystopique entre 2017 et 2019, après un effondrement économique mondial, les États-Unis sont devenus un État policier totalitaire, censurant toute activité culturelle. Le gouvernement américain pacifie la population en diffusant des jeux télévisés où des criminels condamnés se battent pour leur vie.
En 2019, le policier et pilote d'hélicoptère américain Ben Richards est arrêté pour avoir désobéi aux ordres, car il a refusé de tirer sur une foule de manifestants lors d'une émeute alimentaire à Bakersfield en Californie.
Lorsqu'il s'évade de prison, il est remarqué par un animateur de télévision sans scrupules, Damon Killian, qui veut l'engager contre son gré pour son émission-vedette The Running Man, un jeu télévisé en direct macabre (une sorte de jeu du cirque moderne) dans lequel un homme condamné doit échapper à des tueurs lancés à ses trousses, avec comme récompense l'annulation de sa peine de prison s'il survit à ses poursuivants.
Ben Richards parviendra à contrer un à un les tueurs lancés à sa poursuite par Killian, puis retournera sur le plateau de l’émission pour se venger du présentateur.

## Fiche technique
- Titre original : The Running Man
- Titre français : Running Man
- Titre québécois : Le Jeu du défi
- Réalisateur : Paul Michael Glaser
- Scénario : Steven E. de Souza, d'après le roman Running Man de Richard Bachman
- Musique : Harold Faltermeyer, avec la participation non créditée de Vassal Benford
- Décors : Jack T. Collis
- Costumes : Robert Blackman (en)
- Photographie : Thomas Del Ruth (en)
- Montage : Mark Warner, Edward A. Warschilka et John Wright
- Chorégraphie : Paula Abdul
- Producteurs : George Linder (en) et Tim Zinnemann (en) ; Producteurs délégués : Keith Barish et Rob Cohen
- Sociétés de production : Braveworld (en), Taft Broadcasting et Keith Barish Productions, avec la participation de HBO
- Sociétés de distribution : TriStar (États-Unis), Titanus (Italie), UGC (France), Republic Pictures (États-Unis, DVD)
- Budget : 27 000 000 de dollars[1]
- Pays de production :  États-Unis
- Langue originale : anglais
- Format : couleur (Technicolor) – 1,85:1 – 35 mm – son Dolby
- Genre : action, science-fiction, dystopie, anticipation
- Durée : 101 minutes
- Dates de sortie :
  - États-Unis : 13 novembre 1987
  - France : 16 mars 1988
- Classification : 
  - États-Unis MPAA[2] : R (Restricted)[Note 1]
  - France CNC[3] : interdit aux moins de 12 ans

## Distribution
- Arnold Schwarzenegger (VF : Pascal Renwick) : Ben Richards
- María Conchita Alonso (VF : Michèle Bardollet) : Amber Mendez
- Richard Dawson (VF : Serge Bourrier) : Damon Killian
- Yaphet Kotto (VF : Pierre Saintons) : William Laughlin
- Marvin J. McIntyre (VF : Éric Legrand) : Harold Weiss
- Jesse Ventura (VF : Christian Pélissier) : le capitaine Freedom
- Mick Fleetwood (VF : René Bériard) : Mic
- Jim Brown (VF : Jean Michaud) : Fireball
- Erland van Lidth de Jeude (VF : Jean Michaud) : Dynamo
- Gus Rethwisch (VF : Mostéfa Stiti) : Buzzsaw
- Karen Leigh Hopkins (VF : Anne Kerylen) : Brenda
- Kurt Fuller (VF : Hervé Jolly) : Tony
- Professeur Toru Tanaka : Professeur Subzero
- Sven-Ole Thorsen (VF : Serge Faliu) : Sven
- Edward Bunker : Lenny
- Dweezil Zappa (VF : Michel Vigné) : Stevie
- Thomas Rosales Jr. : Chico
- Ken Lerner (VF : Michel Derain) : l'agent artistique de Ben Richards
- Kim Pawlik (VF : Annie Balestra) : le journaliste d'ICS
- Lin Shaye : l'officier de propagande

## Production
Lorsque Rob Cohen acquiert les droits d'adaptation du roman Running Man de Richard Bachman, publié en 1982, le producteur ignore qu'il s'agit d'un nom de plume de Stephen King. Séduit par Rambo 2 : La Mission, il propose la réalisation du film à George Cosmatos. Mais ce dernier veut situer l'intrigue dans un centre commercial, ce qui déplait au producteur. La réalisation est alors proposée à Carl Schenkel, mais ce dernier ne sent pas prêt pour un tel projet. Repéré pour son film Les Pirates de l'île sauvage, Ferdinand Fairfax (it) est ensuite choisi mais il souhaite emmener lui aussi le scénario dans une autre direction. Après avoir visionné Sale temps pour un flic (1985), Rob Cohen engage Andrew Davis. Ce dernier quittera finalement la production huit jours avant le début du tournage. La production fera alors appel en urgence à Paul Michael Glaser.
Le rôle de Ben Richards avait été proposé à l'acteur Christopher Reeve mais l'acteur a décliné l'offre. Dolph Lundgren, Patrick Swayze, Mel Gibson et Don Johnson ont également été un temps envisagés.
Le tournage a lieu en 1986. Il se déroule en Californie, notamment à Los Angeles (Belmont Tunnel), Culver City (Sony Pictures Studios), Paramount et Fontana. Des images de King Kong (1976) sont réutilisées pour une scène d'hélicoptère.

## Accueil

### Critique
Running Man reçoit un accueil critique mitigé. Sur le site agrégateur de critiques Rotten Tomatoes, le film recueille un score de 64 % de critiques favorables, sur la base de 42 critiques collectées et une note moyenne de 5,57/10 ; le consensus du site indique : « [Running Man] est une satire de science-fiction avec des vêtements ridicules et une direction [d'acteurs] professionnelle ». Sur Metacritic, le film obtient une note moyenne pondérée de 45 sur 100, sur la base de 12 critiques collectées ; le consensus du site indique : « Avis mitigés ou moyens ».
Arnold Schwarzenegger se montrera critique envers le film et avoue avoir été très déçu par le choix de Paul Michael Glaser comme réalisateur. Selon lui, Paul Michael Glaser venait de la télévision et n'avait pas assez d'expérience pour un tel film. De plus, engagé à la dernière minute, il n'a pas eu le temps de développer davantage son film, contrairement à ce qu'a connu Arnold Schwarzenegger avec James Cameron pour Terminator (1984). De plus, l'acteur autrichien déplore une mise en scène trop proche de celle d'un téléfilm.

### Box-office
Running Man sort aux États-Unis le 13 novembre 1987 dans une combinaison de départ de 1 692 salles et prend la première place du box-office le week-end de sa sortie avec 8 117 465 $ de recettes, délogeant ainsi Liaison fatale, qui occupait la tête du box-office américain depuis sept semaines. Le démarrage de Running Man est en deçà du précédent film avec Schwarzenegger, Predator, sorti cinq mois auparavant dans un nombre similaire de salles (1 623) et totalisant $ à son premier week-end. Le long-métrage reste en tête du box-office le week-end suivant avec 5 671 255 $, pour un total de 15 924 720 $ depuis sa sortie, mais commence à s'essouffler à partir de sa troisième semaine à l'affiche, alors qu'il a obtenu deux salles supplémentaires et finit son exploitation américaine avec 38 122 105 $ de recettes, ce qui constitue un succès commercial modeste en raison de son  budget de 27 000 000 $. 
En France, il a réalisé 817 198 entrées. Avec Kalidor qui a réalisé plus de 740 000 entrées, Running Man est l'un des deux films dans lesquels joue Arnold Schwarzenegger à ne pas franchir le million d'entrées dans les années 1980.

## Distinctions
Lors des Saturn Awards 1988, Richard Dawson a reçu le prix du meilleur acteur dans un second rôle. Le film a également été nommé dans les catégories meilleur film de science-fiction et meilleurs costumes. Arnold Schwarzenegger est par ailleurs nommé comme meilleur acteur aux Kids' Choice Awards.

## Accusation de plagiat
Peu après la sortie du film, Yves Boisset porte plainte contre la production de Running Man qu'il juge comme étant un plagiat de son film Le Prix du danger (1983), lui-même basé sur la nouvelle du même titre de l'auteur américain Robert Sheckley. Après onze ans de procédures, en octobre 1998, le tribunal de grande instance de Paris donne raison à Yves Boisset. Ce dernier recevra un dédommagement couvrant tout juste les frais de justice,,.
Le procès peut expliquer la rareté du film que ce soit sur support vidéo ou en diffusion à la télévision sur le territoire français. Le long-métrage n'a connu que deux diffusions à la télévision sur TF1 (le 9 février 1993 à 20 h 50 et le 18 juin 2000 à 22 h 57) et une sortie VHS chez CBS Fox Video.

## Autour du film
- Richard Dawson, qui interprète le rôle de l'animateur Damon Killian dans le film, anima longtemps dans la vie réelle le jeu télévisé Family Feud (adapté en France sous le titre Une famille en or). Par ailleurs dans le film, il embrasse une vieille dame assise au premier rang, ce que Dawson faisait avec toutes les candidates dans le jeu télévisé pour leur souhaiter bonne chance.
- Ce film marque la dernière apparition de l'acteur Erland van Lidth de Jeude, qui meurt quelques mois plus tard à l'âge de 34 ans.
- Deux des acteurs du film sont par la suite devenus gouverneurs des États-Unis : Jesse Ventura (Captain Freedom) fut élu gouverneur du Minnesota en novembre 1998, et Arnold Schwarzenegger (Ben Richards) gouverneur de Californie en octobre 2003. Jesse Ventura a aussi tourné dans Predator aux côtés de Schwarzenegger.
- Dans le film, on remarque que chaque traqueur du jeu, possédant une arme spécifique, est vaincu par cette même spécificité peu importe de quelle façon. Ainsi :
  - Subzero, qui utilise une crosse tranchante, se retrouve lui-même la gorge tranchée (Ben Richards lui enroule du fil barbelé autour de son cou puis tire d'un coup sec).
  - Buzzsaw, armé d'une tronçonneuse, finit lui-même tronçonné entre les jambes (Richards parvient finalement à le maîtriser au corps à corps).
  - Dynamo, muni d'un équipement électrique, finit lui-même électrocuté (il est aspergé par l'eau d'un système anti-incendie à laquelle son équipement ne résiste pas). C'est par ailleurs le seul traqueur que Ben Richards ne tue pas lui-même. En effet Dynamo se retrouvant coincé dans son véhicule après avoir fait un tonneau, Richards découvre que le gladiateur est sans défense et, par conséquent, refuse de l'achever. C'est finalement Amber qui parvient à le tuer alors que ce dernier tentait de la violer.
  - Fireball, se servant d'un lance-flammes, se retrouve lui-même carbonisé (Richards lui arrache le tuyau d'essence et lui balance une fusée éclairante).
- À l'avant du char de Dynamo, on peut apercevoir un laser rouge défilant entre les phares. Un clin d'œil évident à la voiture KITT de la série K 2000 qui comportait elle-aussi un laser rouge à l'avant de son capot.
- C'est la troisième et dernière fois qu'Arnold Schwarzenegger est doublé en version française par Pascal Renwick. Ce dernier l'a doublé dans un épisode de la série Les Rues de San Francisco et le film Terminator. Dans les films suivants (sauf Jumeaux, où il est doublé par Patrick Floersheim et Président d'un jour où Richard Darbois le double pour la dernière fois), c'est Daniel Beretta qui le double exclusivement jusqu'à La Légende du dragon.
- Ce film a inspiré le créateur de jeu vidéo Hideo Kojima pour sa série Metal Gear. En effet, un des personnages du jeu Metal Gear 2: Solid Snake s'appelle Running Man. De plus, le personnage de Jim Brown (Fireball) du film est la source d'inspiration de The Fury, un des membres de l'unité Cobra dans Metal Gear Solid 3: Snake Eater.
- Le niveau « The Death Tower Show » du jeu vidéo Flashback est librement inspiré du scénario du film[réf. nécessaire].
- Le personnage Subzero a également inspiré un personnage du même nom dans le jeu vidéo Mortal Kombat.

## Jeu vidéo
Un jeu vidéo beat them all inspiré du film sort en 1989. Il est développé par Emerald Software et publié par Grandslam Entertainments sur Amiga, Amstrad CPC, Atari ST, Commodore 64 et ZX Spectrum Amstrad CPC, Amiga, and Atari ST.

## Autre adaptation du roman
En février 2021, Paramount Pictures annonce un nouveau film, cette fois plus proche du roman original. Edgar Wright est annoncé comme réalisateur et coscénariste avec Michael Bacall. The Running Man sortira fin 2025.